# Exechohypopion robertsi
Exechohypopion robertsi är en tvåvingeart som beskrevs av Neal L. Evenhuis och Greathead 1999. Exechohypopion robertsi ingår i släktet Exechohypopion och familjen svävflugor. Inga underarter finns listade i Catalogue of Life.